# Н (кириллица)
Н, н (название: эн) — буква всех славянских кириллических алфавитов (14-я в болгарском, 15-я в русском и белорусском, 16-я в сербском, 17-я в македонском и 18-я в украинском и русинском); используется также в алфавитах некоторых неславянских языков. В старо- и церковнославянской азбуках называется «нашь» (ст.-сл.) или «на́шъ» (ц.-сл.). В кириллице является 15-й по счёту, выглядит как  и имеет числовое значение 50; в глаголице по счёту 16-я, выглядит как  и имеет числовое значение 70. Происхождение кириллической буквы — прописная уставная греческая буква ню (Ν, ν); глаголическую обычно возводят к одному из вариантов строчной курсивной формы этой же буквы. К XIV веку (хотя не повсеместно) перекладина в N-образной кириллической форме буквы Н несколько повернулась против часовой стрелки, и буква приобрела нынешний вид (с которым и вошла в гражданский шрифт, уподобившись латинской H); впрочем, иногда в церковнославянских изданиях (особенно в вязи заголовков) и у южных славян (в стандартном рукописном шрифте сербов и черногорцев) старое N-образное начертание сохраняется. Поворот перекладины N → Н происходил одновременно с превращением H → И, так что конфликта из-за совпадения двух букв никогда не было; впрочем, в ряде почерков и даже типографских шрифтов различие между ними едва ощутимо. В остальном форма буквы Н была достаточно устойчивой, лишь в босанчице N-образное старое начертание «распрямилось», приобретя прямые углы вместо острых, и стало выглядеть похоже на ґ с верхним клювом столь же длинным, как и нижняя черта ().

## Произношение

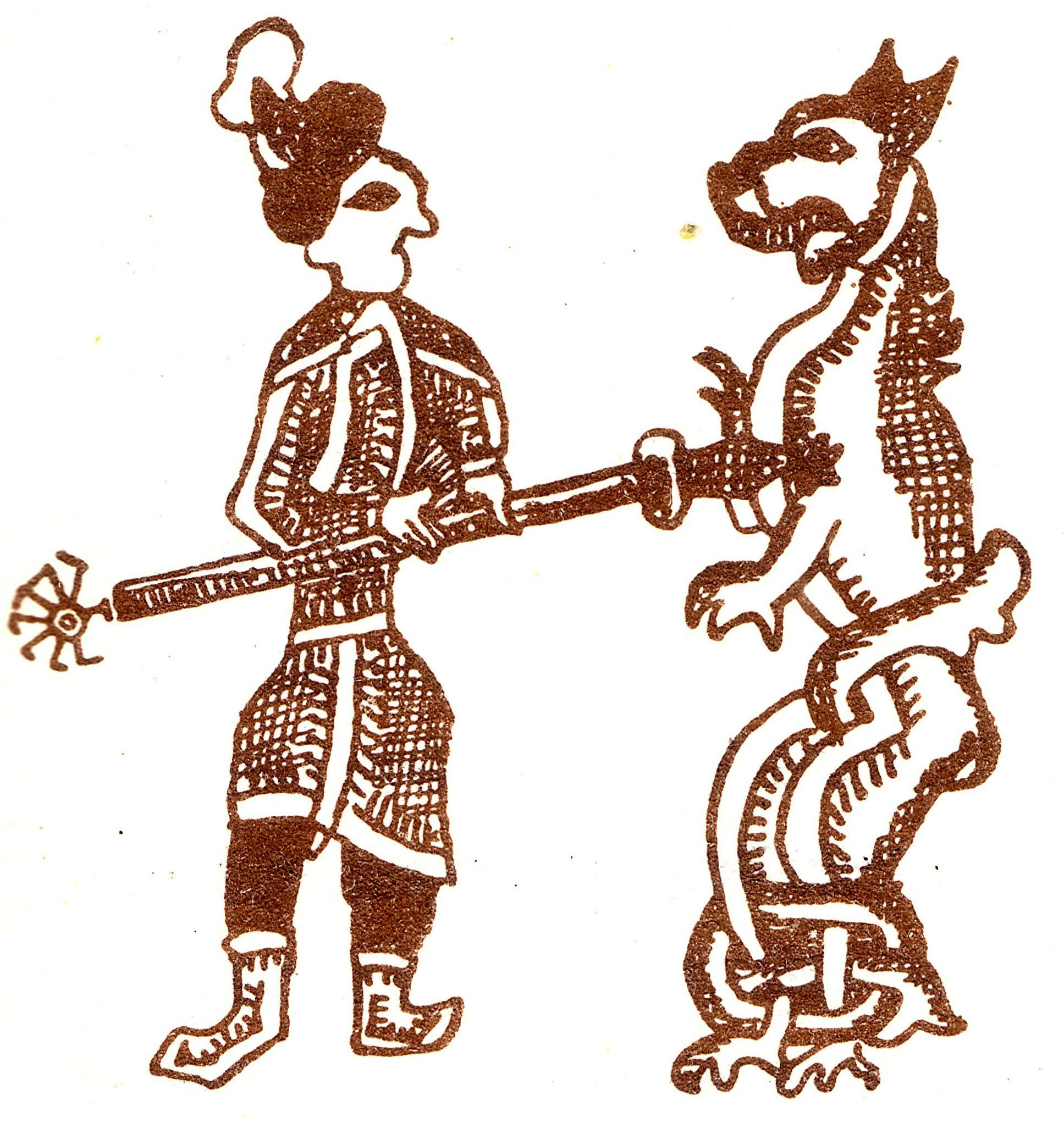
Н — заставка в книге «Три века» 1912 года

В старославянском языке буква Н могла произноситься твёрдо и мягко; в последнем случае могла снабжаться дужкой сверху или крючком сверху справа (что выглядело подобно позднейшей букве Ҥ, являющейся лигатурой из Н и Г и имеющей другой смысл: не мягкого [нʼ], а звука вроде английского ng). Это же свойство двоякого произношения [н]/[нʼ] сохранилось в большинстве славянских языков, в том числе и в русском; в сербском же для мягкого варианта Вук Караджич ввёл специальное начертание Њ, которое позже вошло и в македонский алфавит.
Итак, в русском языке буква н обозначает звонкий носовой (передне-, средне- или заднеязычный) звук: твёрдый [н] или мягкий [нʼ]. Мягкое произношение на письме отмечают последующие буквы е, ё, и, ю, я, ь; часто н произносится мягко также перед мягкими согласными, особенно шипящими: кончик (ко[нʼчʼ]ик), гонщик (го[нʼшʼ:]ик) и др. В некоторых заимствованиях, однако, сочетание не произносится твёрдо: пенсне (пенс[нэ]), Интернет (интер[нэ]т). В ряде случаев разница между [н] и [нʼ] является смыслоразличительной: кон — конь, банка — банька.

## Употребление
Прописная «Н» — условное обозначение ньютона (единицы измерения силы в системе СИ).
Строчная «н» — сокращение для дольной приставки нано- (например: нВ — нановольт, 10−9 вольта).
Буква «Н» является одним из символов движения сторонников российского оппозиционного политика Алексея Навального.